# Мертвий сезон (фільм, 1968)
«Мертвий сезон» — радянський чорно-білий двосерійний детективний художній фільм 1968 року режисера Савви Куліша, знятий на кіностудії «Ленфільм». Прем'єра фільму в СРСР відбулася 6 грудня 1968 року.

## Сюжет
У західному курортному містечку Даргейті під вивіскою фармацевтичного центру німецький військовий злочинець доктор Хасс завершує працю над новою психохімічною зброєю масового ураження — газом RH (Ер-Ейч). Можливості газу такі, що в малих дозах він стимулює інтелектуальний потенціал людини, у великих — перетворює його на слухняного ідіота, задоволеного життям, яким би воно не була. Вимушений працювати на одну країну, в фільмі не названу, Хасс, однак, має намір передати свої розробки іншій — Західній Німеччини.
В аеропорту Лісабона убитий зв'язковий між доктором Хассом і західнонімецькою розвідкою; в кишені вбитого виявлено шифровку про закупівлю сировини для масового виробництва RH, яка допомагає радянській розвідці вийти на слід військового злочинця. Справою Хасса доручено зайнятися радянському розвіднику полковнику Костянтину Тимофійовичу Ладейнікову; він потрапляє в поле зору західних спецслужб, але просить дозволу у свого керівництва залишитися в країні і продовжити працю.
У Ладейнікова немає портрета Хасса. За допомогою колишніх в'язнів німецького концтабору, в якому Хасс проводив свої експерименти, керівництво радянської розвідки намагається скласти його фоторобот, це не вдається: показання свідків розходяться. Необхідна людина, здатна впізнати Хасса на місці; їм стає актор дитячого театру, батько двох дітей Іван Павлович Савушкін. У 1944 році він втік з концтабору і, на відміну від інших в'язнів, не піддавався обробці газом; до того ж він чудово володіє німецькою мовою. Савушкін, який не має ні найменшого досвіду праці в розвідці, спочатку відмовляється, але, оскільки крім нього, допомогти Ладейнікову викрити військового злочинця нікому, у підсумку погоджується.
Разом з Ладейніковим Савушкін включається в смертельно небезпечну гру з Хассом; доктору протегує місцева поліція, яку, в свою чергу, підтримує резидентура ЦРУ в Даргейті, очолювана американським контррозвідником Дрейтоном. Після прибуття в курортне містечко Савушкін, за легендою — Поппельбаум, турист із Західної Німеччини, відразу потрапляє в поле зору резидента західнонімецької розвідки Гребана, нового зв'язкового Хасса, що пропонує «співвітчизнику» свої послуги як гіда. Спроби Савушкіна вийти через нього на Хасса зазнають невдачі.
Тим часом від місцевого священика Ладейніков випадково дізнається, що працюючий у фармацевтичному інституті професор О'Рейлі чимось серйозно стурбований і перебуває в пригніченому стані; бажаючи поговорити з О'Рейлі, Ладейніков приходить до нього в будинок і знаходить професора мертвим.
У церкві, під час відспівування О'Рейлі, Савушкін впізнає Хасса; але і Хасс впізнає Савушкіна. Після відспівування Гребан майже насильно саджає його в свою машину і привозить до Хасса, який вже готується покинути країну разом зі своїм зв'язковим.
Ладейнікову вдається проникнути на віллу Хасса, врятувати Савушкіна і допомогти йому покинути Даргейт з документами, які викривають доктора-садиста, але сам він при цьому потрапляє в руки контррозвідки. Суд засуджує його до тривалого ув'язнення. Ладейніков відмовляється від співпраці з американською розвідкою, хоча в тюрмі протягом трьох років піддається найсильнішому психологічному тиску. Зрозумівши всю безперспективність спроб завербувати розвідника, ЦРУ погоджується на його звільнення — в обмін на американського резидента, який провалився в СРСР. На нейтральній території відбувається довгоочікуваний обмін, ця сцена стає ключовим моментом фільму.
У московському аеропорту величезна збуджена юрба вітає героїв спорту; на тому ж літаку повертається на батьківщину невідомий герой «холодної війни», який не зустрічається ніким, крім кількох близьких друзів.

## У ролях
- Донатас Баніоніс —  Костянтин Тимофійович Ладейніков, розвідник (роль озвучив — Олександр Дем'яненко)
- Ролан Биков —  Іван Павлович Савушкін, актор, колишній в'язень концтабору, який особисто знав д-ра Хасса
- Сергій Курилов —  Павло Костянтинович Бочаров, генерал КДБ
- Геннадій Юхтін —  Олексій Миколайович Муравйов, капітан
- Бруно Фрейндліх —  Валерій Петрович Батурін, генерал КДБ
- Антс Ескола —  Сміт, шеф поліції Даргейта  (роль озвучив — Юхим Копелян)
- Леонхард Мерзін —  батько Мортімер  (роль озвучив — Армен Джигарханян)
- Ейнарі Коппель —  Дрейтон, американський розвідник
- Маурі Раус — Гребан, агент Федеральної розвідувальної служби Німеччини, зв'язковий Хасса (роль озвучив —  Павло Кашлаков)
- Володимир Еренберг —  Ріхард Хасс, доктор, він же професор Борн, військовий злочинець
- Юрі Ярвет —  О'Рейлі, професор
- Анда Зайце —  Кетрін, секретарка
- Світлана Коркошко —  Еліс, співвласниця приватного ресторану
- Лаймонас Норейка —  Нікольс, полковник
- Волдемар Акуратерс — епізод
- Август Балтрушайтіс — епізод
- Владислав Бєльський — епізод
- Олексій Драніцин — епізод
- Михайло Іванов —  поліцейський
- Степан Крилов — епізод
- М. Каневський —  епізод
- Антс Лаутер — епізод
- Хуго Лепнурм — епізод
- Оскар Лінд —  знавець на виставці собак
- Аскольд Лясота —  охоронець в автомобілі перед обміном на мосту
- Хейно Мандрі —  портьє
- Володимир Медведєв — напарник Ладейнікова
- М. Милов — епізод
- Галина Стеценко — епізод
- Борис Тихонов — епізод
- Вітаутас Томкус —  невідомий
- Яан Тоомінг — епізод
- Олександр Авдєєнко — епізод
- Микола Засєєв-Руденко — епізод
- Євген Кіндінов —  радянський розвідник
- Юрій Кірєєв — епізод
- Ігор Кузнецов —  поліцейський

## Знімальна група
- Автори сценарію:  Володимир Вайншток,  Олександр Шлепянов
- Режисер-постановник —  Савва Куліш
- Головний оператор —  Олександр Чечулін
- Головний художник —  Євген Гуков
- Композитор —  Андрій Волконський
- Звукооператор — Галина Гаврилова
- Режисери —  Анатолій Вехотко, Ю. Чечельницький
- Оператор — А. Бахрушин
- Художники:
  - по гриму —  Василь Горюнов
  - по костюмах — Олександр Компанієць
  - по декораціях — А. Тимофєєв,  Володимир Костін
- Монтаж —  Олена Миронова, В. Чечуліна
- Редактор — Г. Попова
- Асистенти:
  - режисера — І. Іванов, І. Мочалова
  - оператора — Г. Нестерніков, В. Соловйов
- Комбіновані зйомки:
  - Оператор — В. Кабанов
  - Художник — В.Лук'янов
- Каскадери —  Олександр Массарський,  Олександр Микулін
- Симфонічний оркестр Ленінградської державної філармонії
  - Диригент —  Ігор Блажков
- Консультанти — полковник В. М. Іванов, полковник К. Т. Панфілов
- Директор картини — І. Шорохов